# Чубаров, Рефат Абдурахманович
Рефа́т Абдурахма́нович Чуба́ров (крымскотат. Refat Abdurahman oğlu Çubarov, Рефат Абдурахман огълу Чубаров, укр. Рефат Абдурахманович Чубаров; род. 22 сентября 1957, Самарканд) — крымскотатарский политический и общественный деятель.
Заместитель председателя Верховного Совета Автономной Республики Крым в 1995—1998 годах, народный депутат Украины в 1998—2007 и 2015—2019 годах. Президент Всемирного конгресса крымских татар с 2009 года. С ноября 2013 года председатель Меджлиса крымскотатарского народа.

## Биография
Родился 22 сентября 1957 года в городе Самарканде Узбекской ССР, куда его семья была выслана из крымского села Ай-Серез в 1944 году в ходе депортации крымских татар. В 1968 году вместе с родителями вернулся в Крым.
С сентября 1974 года по июль 1975 года учился в симферопольском Профессионально-техническом училище № 1. В 1975 году работал каменщиком в/ч 73613 в Тирасполе. С ноября 1975 года по ноябрь 1977 года служил в Советской армии.
В июне 1983 года окончил Московский историко-архивный институт по специальности «историк-архивист».
С 1983 по 1984 год — архивист и старший архивист, а с 1984 года по 1991 год — директор, старший научный сотрудник Центрального государственного архива Октябрьской революции и социалистического строительства в Риге. В 1989 году стал депутатом Рижского городского Совета народных депутатов от фракции Народный фронт Латвии. С 1990 года по 1991 год был членом Государственной комиссии по проблемам крымскотатарского народа при Совете Министров СССР.
В 1994 году стал депутатом Верховного Совета Автономной Республики Крым. Был членом, а затем председателем постоянной комиссии Верховного Совета АРК по национальной политике и проблемам депортированных граждан. С июля 1995 по апрель 1998 года — заместитель Председателя Верховного Совета. В 1998 году стал депутатом Верховной Рады Украины от Народного Руха. Чубаров был главой подкомитета по вопросам депортированных народов, национальных меньшинств и жертв политических репрессий Комитета Верховной Рады Украины по вопросам прав человека, национальных меньшинств и межнациональных отношений. С 2000 года по 2002 год занимал должность первого заместителя председателя этого Комитета.
В 2002 году стал народным депутатом Верховной Рады Украины от блока партий «Наша Украина» (№ 61 в избирательном списке). Также стал первым заместителем председателя Комитета по вопросам прав человека, национальных меньшинств и межнациональных отношений. С 2006 года по 2007 год — депутат Верховной Рады Украины V созыва от блока «Наша Украина». Также работал секретарём Комитета по вопросам прав человека, национальных меньшинств и межнациональных отношений.
В мае 2009 года стал президентом Всемирного конгресса крымских татар. С ноября 2010 года — депутат Верховного Совета Автономной Республики Крым 6-го созыва, возглавлял партийный список Народного руха Украины. С ноября 2013 года является председателем Меджлиса крымскотатарского народа.
4 мая 2014 года прокурор Республики Крым Наталья Поклонская вынесла предупреждение главе Меджлиса крымскотатарского народа Рефату Чубарову о недопущении «ведения экстремистской деятельности». Предупреждение было зачитано Поклонской в здании Меджлиса в присутствии главы меджлиса Чубарова.
5 июля 2014 года ему запретили въезд на территорию России сроком на 5 лет. В связи с этим МИД Украины распространил заявление, в котором, в частности, Россия названа тюрьмой народов.

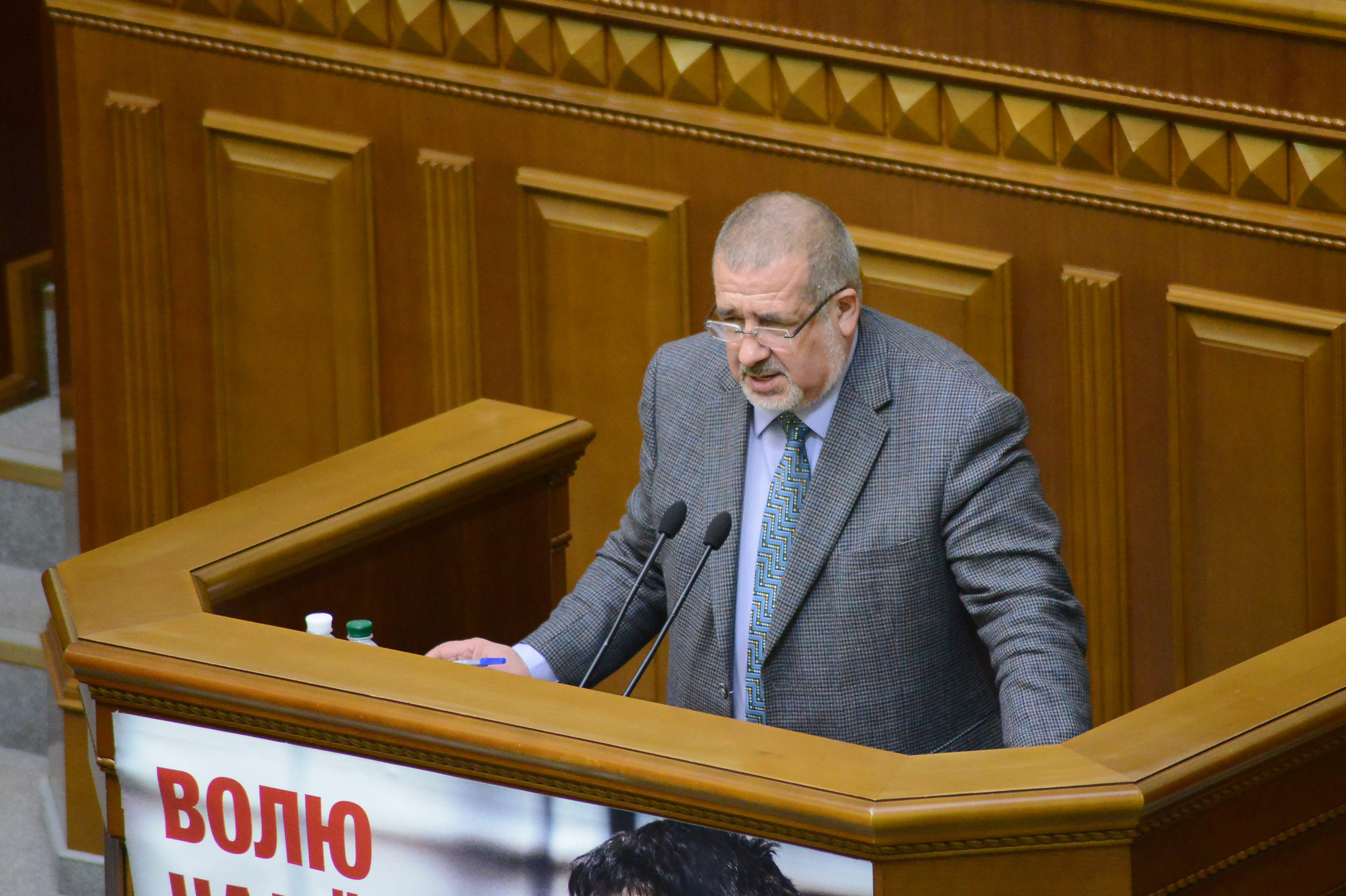
Рефат Чубаров во время выступления с трибуны Верховной рады Украины в 2015 году

В октябре 2014 года Рефат Чубаров не прошёл в Верховную Раду Украины по спискам Блока Петра Порошенко, однако в мае 2015 года стал народным депутатом, ввиду назначения депутата Степана Барны на должность главы Тернопольской областной администрации.
С 9 января по 16 апреля 2015 года являлся председателем конкурсной комиссии по избранию директора Национального антикоррупционного бюро Украины.
В мае 2015 года в отношении Рефата Чубарова УФСБ по Крыму и Севастополю сообщило о возбуждении уголовного дела по ч. 2 ст. 280.1 УК РФ («Публичные призывы к осуществлению действий, направленных на нарушение территориальной целостности РФ, совершенные с использованием СМИ»). По версии ведомства, «в апреле 2015 года гражданин Украины Рефат Чубаров в интервью одному из украинских СМИ призвал вернуть Крым в состав Украины». По оценке главы аналитического центра «Сова» Александра Верховского, уголовное дело является «формой давления» на Чубарова и «Меджлис в целом», чтобы в перспективе создать «альтернативный Меджлис». В ноябре 2015 года Интерпол прекратил инициированный Россией международный розыск Чубарова.
1 ноября 2018 года был включён в список украинских физических лиц, против которых российским правительством введены санкции. 1 июня 2021 года был признан Верховным судом Крыма виновным по 280 и 280.1 УК РФ и приговорён к 6 годам тюрьмы заочно.
1 июня 2021 года Рефата Чубарова заочно приговорили в Крыму за организацию массовых беспорядков к шести годам лишения свободы и штрафу. В частности, Рефата Чубарова признали виновным в организации массовых беспорядков (ч. 1 ст. 212 УК РФ) и публичных призывах к нарушению территориальной целостности Российской Федерации (ч. 1 и ч. 2 ст. 280.1 УК РФ).

## Общественная позиция
6 марта 2014 года Рефат Чубаров призвал жителей АРК бойкотировать крымский референдум, поскольку решение о его проведении «было принято неправовым способом». Выступая в эфире «Громадского ТВ», Чубаров заявил, что, согласно решению Меджлиса крымскотатарского народа, крымские татары не признаю́т и не призна́ют никакого референдума в условиях оккупации. 15 марта 2014 года на интернет-сайте Меджлиса крымскотатарского народа Чубаров ещё раз высказал свою точку зрения по поводу «крымского референдума», упомянув что «16 марта 2014 года в Крыму будет не референдум, а клоунада и цирк, которые будут проходить под прикрытием вооруженных солдат».
3 октября 2014 года комментируя прошедший в России суд над председателем Милли Меджлиса татарского народа, активисткой, писательницей Фаузиёй Байрамовой, Чубаров заявил, что «Бесспорно и то, что свободное развитие Крыма, освобожденного от оккупации Российской Федерацией, будет обеспечено в составе независимой Украины и на основе уважения права крымскотатарского народа на самоопределение и соблюдения прав человека и основных свобод всех его жителей».

## Награды
- Орден Свободы (21 января 2017 года) — за значительный личный вклад в государственное строительство, социально-экономическое, научно-техническое, культурно-образовательное развитие Украинского государства, дело консолидации украинского общества, многолетний добросовестный труд[19].
- Орден князя Ярослава Мудрого IV степени (23 июня 2009 года) — за весомый личный вклад в развитие конституционных принципов украинской государственности, многолетний добросовестный труд, высокий профессионализм в защите конституционных прав и свобод человека и гражданина[20].
- Орден князя Ярослава Мудрого V степени (20 сентября 2007 года) — за выдающийся личный вклад в государственное строительство, многолетнюю плодотворную общественно-политическую деятельность[21].
- Орден «За заслуги» I степени (23 августа 2005 года) — за значительный личный вклад в социально-экономическое, научное и культурное развитие Украины, весомые трудовые достижения и активную общественную деятельность[22].
- Орден «За заслуги» II степени (22 августа 2002 года) — за значительный личный вклад в государственное строительство, многолетний добросовестный труд и высокий профессионализм[23].
- Наградное оружие — пистолет «Форт-17-05» (3 марта 2015)[24].